# Chasmataspidida
カスマタスピス類（Chasmataspidid, Chasmataspid, 学名：Chasmataspidida）は、鋏角類に属する化石節足動物の分類群（目）の1つ。カブトガニやウミサソリに似た姿で、4節の幅広い前腹部と9節の細い後腹部をもつ。代表的なカスマタスピスだけでなく、ディプロアスピスなど十数種も含まれる。
少なくとも古生代のオルドビス紀からデボン紀にかけて生息し、さらに早期のカンブリア紀から本群由来の可能性がある生痕化石も発見される。希少で未だに不明点が多く、ウミサソリなどとの類縁関係が議論の的となっている。

## 形態

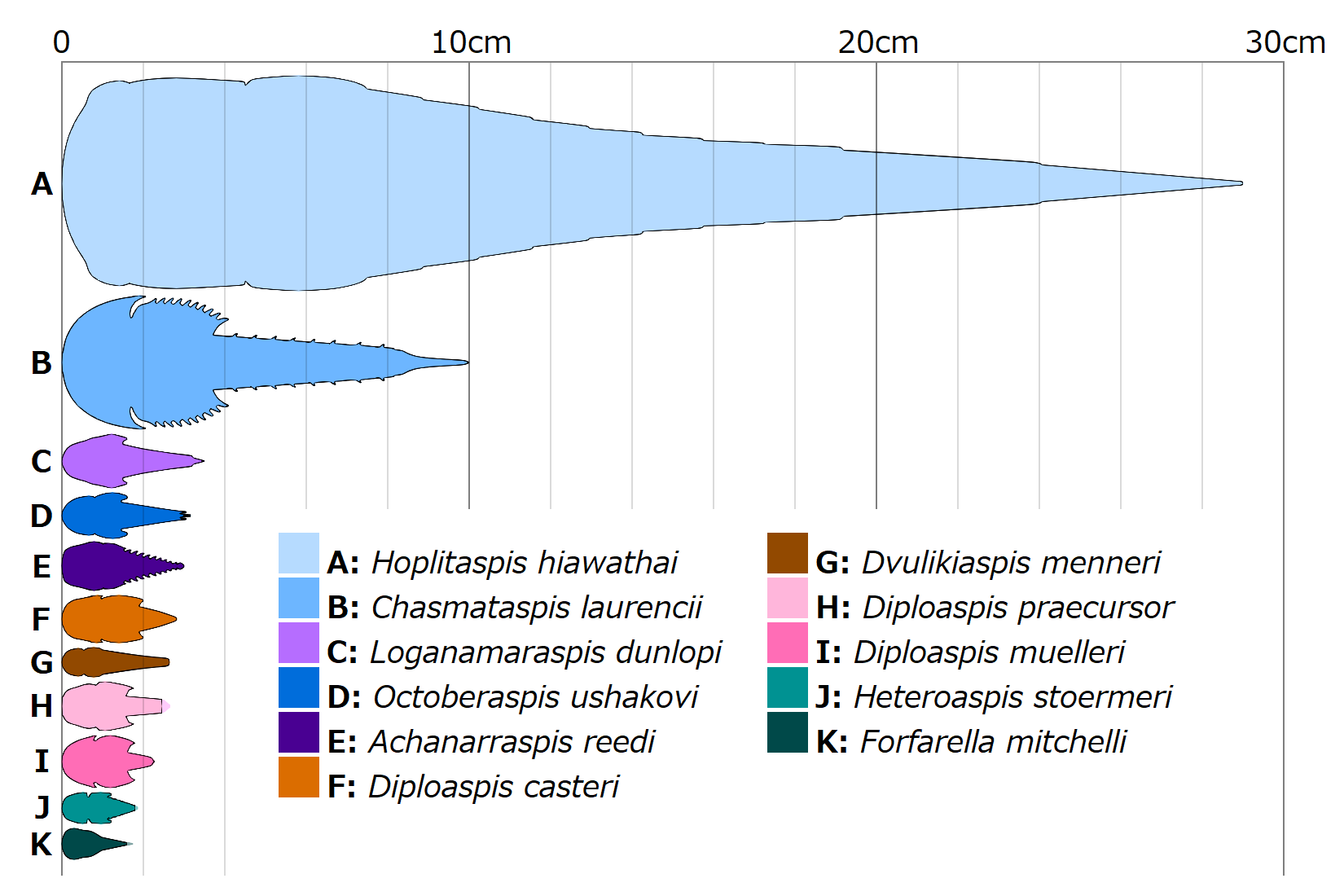
カスマタスピス類のサイズ比較図

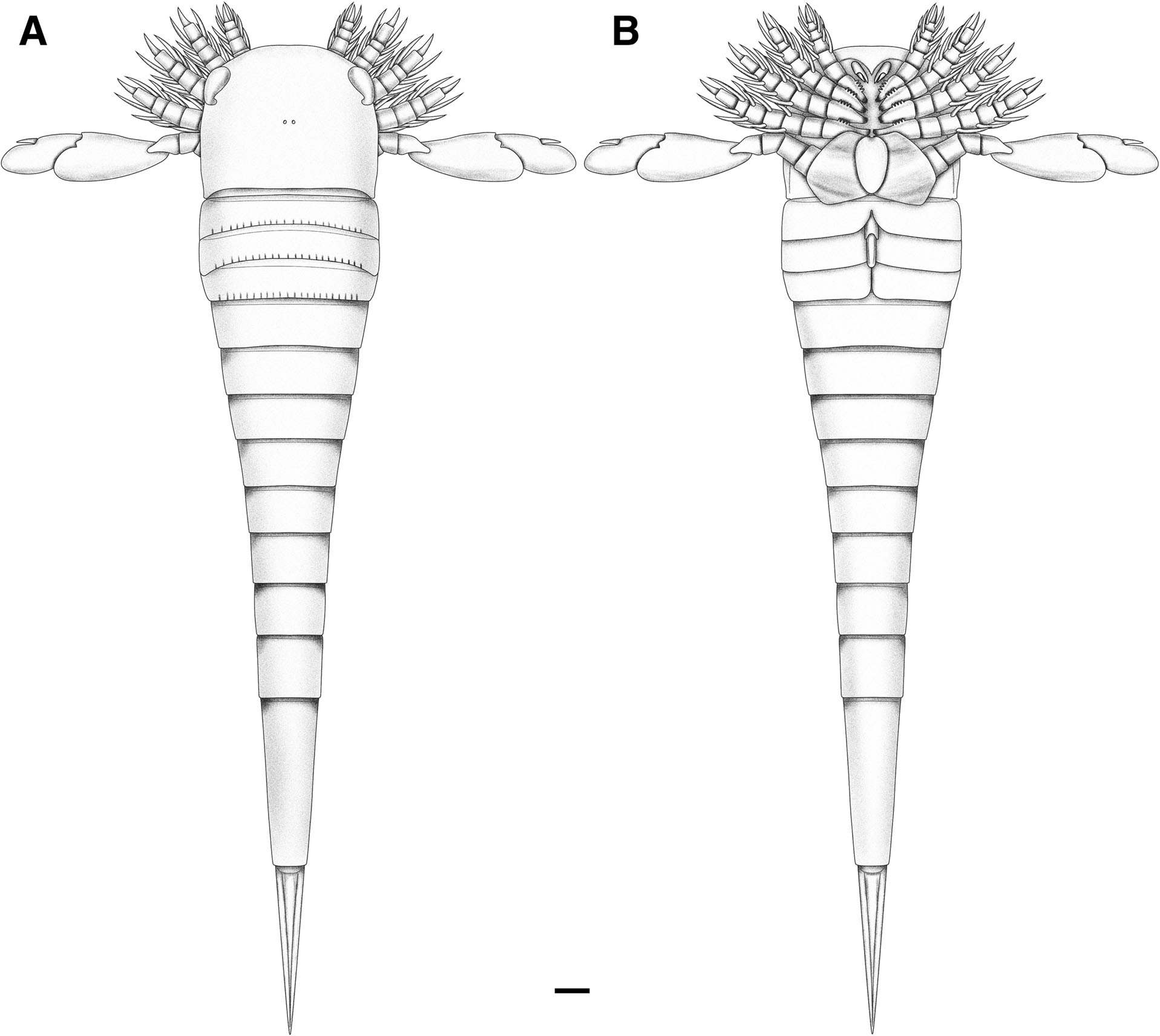
の背面（A）と腹面（B）の復元図。本種は完全な脚が知られる初のカスマタスピス類である。後体付属肢における後2対の蓋板は を基に復元された。

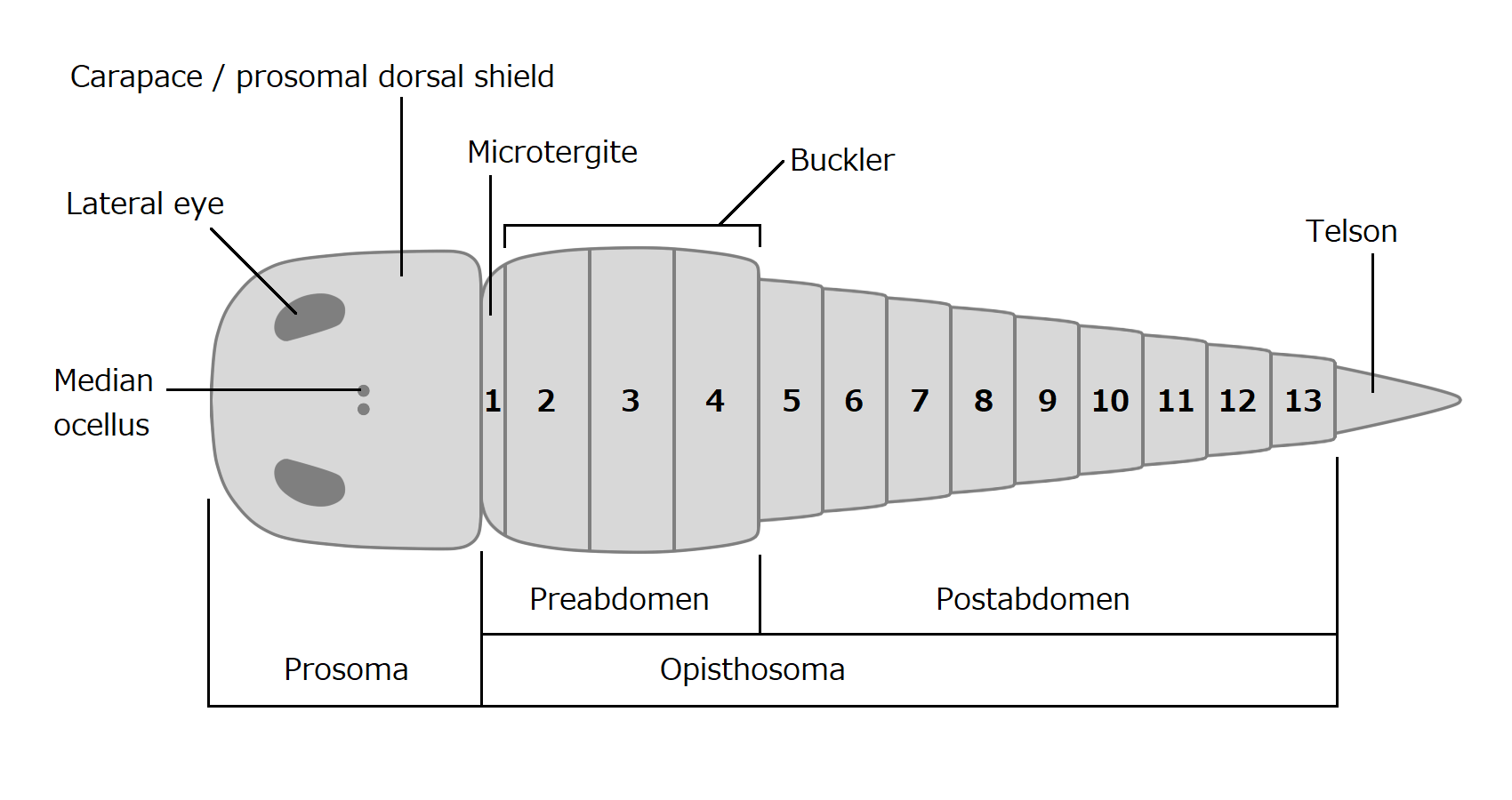
一般化されたカスマタスピス類の背面形態

カスマタスピス類は全般的に流線型の縦長い体型をした節足動物である。体は前体と後体に分かれるが、後体は更に前後でコンパクトな前腹部と、尾のような後腹部という2つの合体節に分化される。付属肢（関節肢）が知られる化石標本は希少のため、それに関する情報は限られている。多くの特徴はウミサソリ類に似て、カブトガニ類に似た特徴も種類により散見するが、後体の背面は完全な13節が見られ（その第1節は背板がある）、前腹部はその前4節、後腹部はその後9節を含むことで区別できる（ウミサソリ類の場合、後体は前腹部と後腹部に分化しても13節の中でそれぞれ前8節と後5節を含め、また後体第1節は独立した背板をもたないため、背面は計12節に見える。カブトガニ類の場合は多くの性質が異なり、後体は外見上最多でも11節、後腹部はあっても3節である）。
| 後体の体節分類群   | 1             | 2 | 3 | 4 | 5 | 6 | 7 | 8 | 9 | 10 | 11 | 12 | 13 |
| ------------------ | ------------- | - | - | - | - | - | - | - | - | -- | -- | -- | -- |
| カスマタスピス類 † | △（背板あり） | △ | △ | △ | * | * | * | * | * | *  | *  | *  | *  |
| ウミサソリ類 †     | △（背板なし） | △ | △ | △ | △ | △ | △ | △ | * | *  | *  | *  | *  |

知られる種の中で、シルル紀とデボン紀のものは小型化が進み、ほとんどが体長3cmを超えないが、オルドビス紀の Chasmataspis laurencii と Hoplitaspis hiawathai は飛び抜けて大型で、それぞれ10cmと29cmに及ぶ。

### 前体
前体（prosoma, 頭胸部 cephalothorax ともいうが、頭部そのものに相当）は先節と直後6節の体節（第1-6体節）の融合でできた合体節とされ、1枚の半円形もしくは四辺形の背甲（carapace, prosomal dorsal shield）に覆われている。縁辺部は腹面の付属肢（後述）を覆うほど出張っているが、カブトガニ類ほど極端ではない。ウミサソリ類と同様、左右に側眼（複眼）、中央に単眼（中眼）をそれぞれ1対もつ。頬棘（genal spine, 背甲両後端の棘）・心葉（cardial lobe, 背甲後方中央の隆起）・眼部隆起線（opthalmic ridge, 側眼に隣接した隆起線）などというカブトガニ類に似た特徴は種類によってあったりなかったりする。

#### 前体の付属肢
他の真鋏角類と同様、前体腹面は1対の鋏角（chelicera）と5対の歩脚型付属肢という、第1-6体節に由来する6対の付属肢（関節肢）をもつが、その全貌を明らかとする化石証拠は非常に限られている。ほぼ完全な前体付属肢が知られる種は2019年現在では Hoplitaspis hiawathai のみで、それ以外の種類は前体付属肢が完全に不明、もしくは部分的か断片的である。

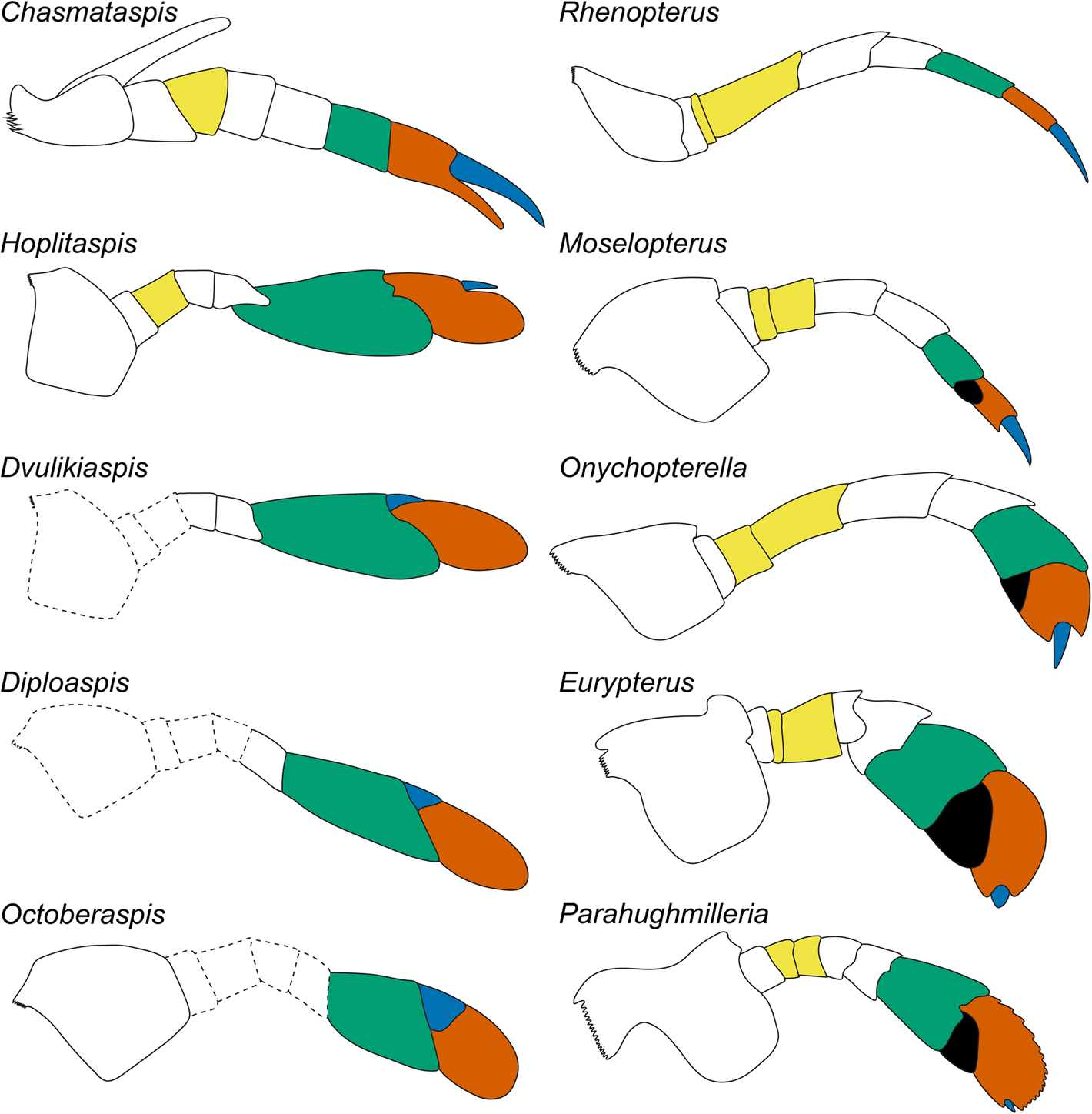
カスマタスピス類（左列）の最終の脚の比較図（右列は全てウミサソリ類）。そのうちカスマタスピス（カスマタスピス科）以降の4種はディプロアスピス科によるものである。

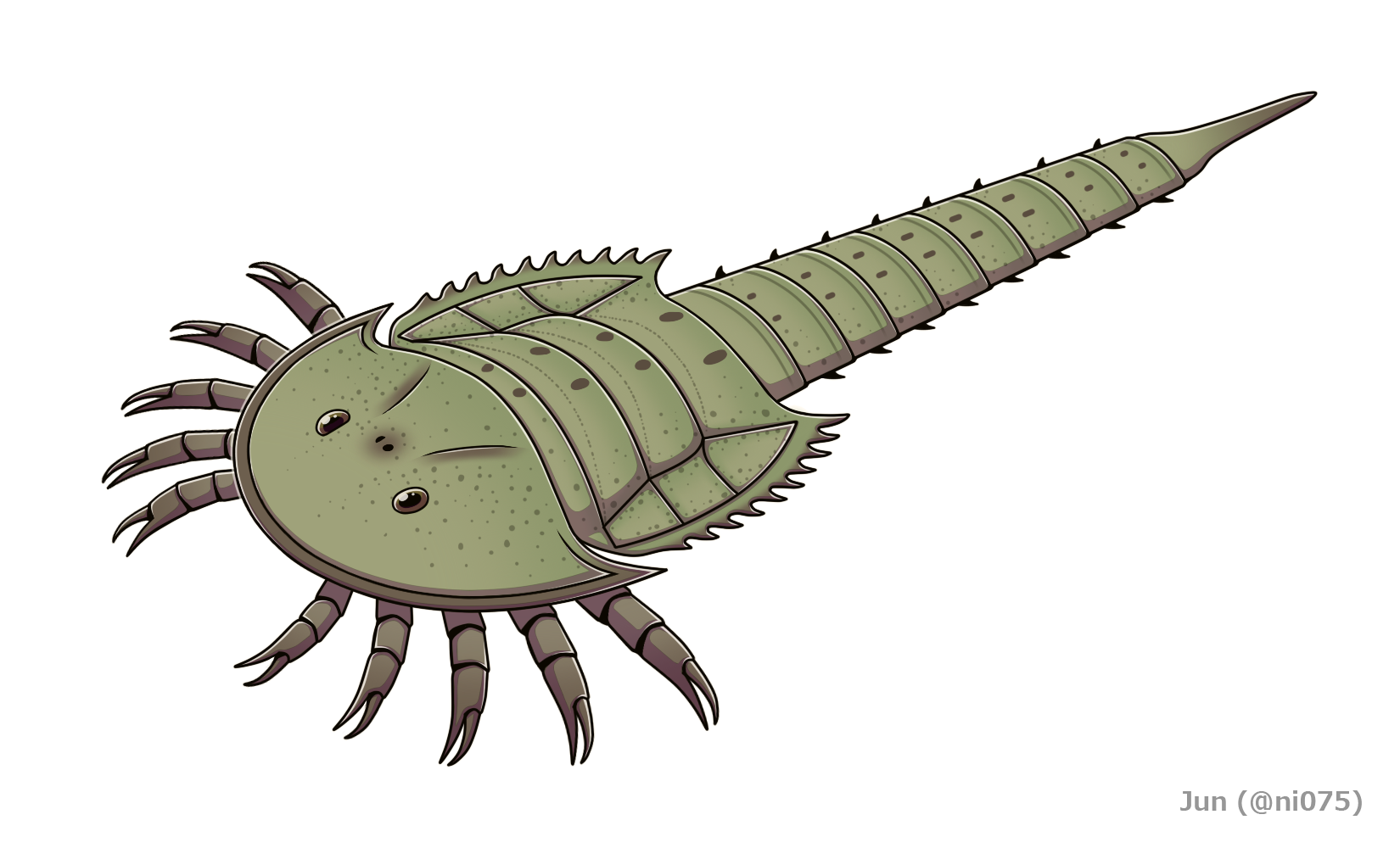
鋏型の脚をもつとされるカスマタスピス（カスマタスピス科）
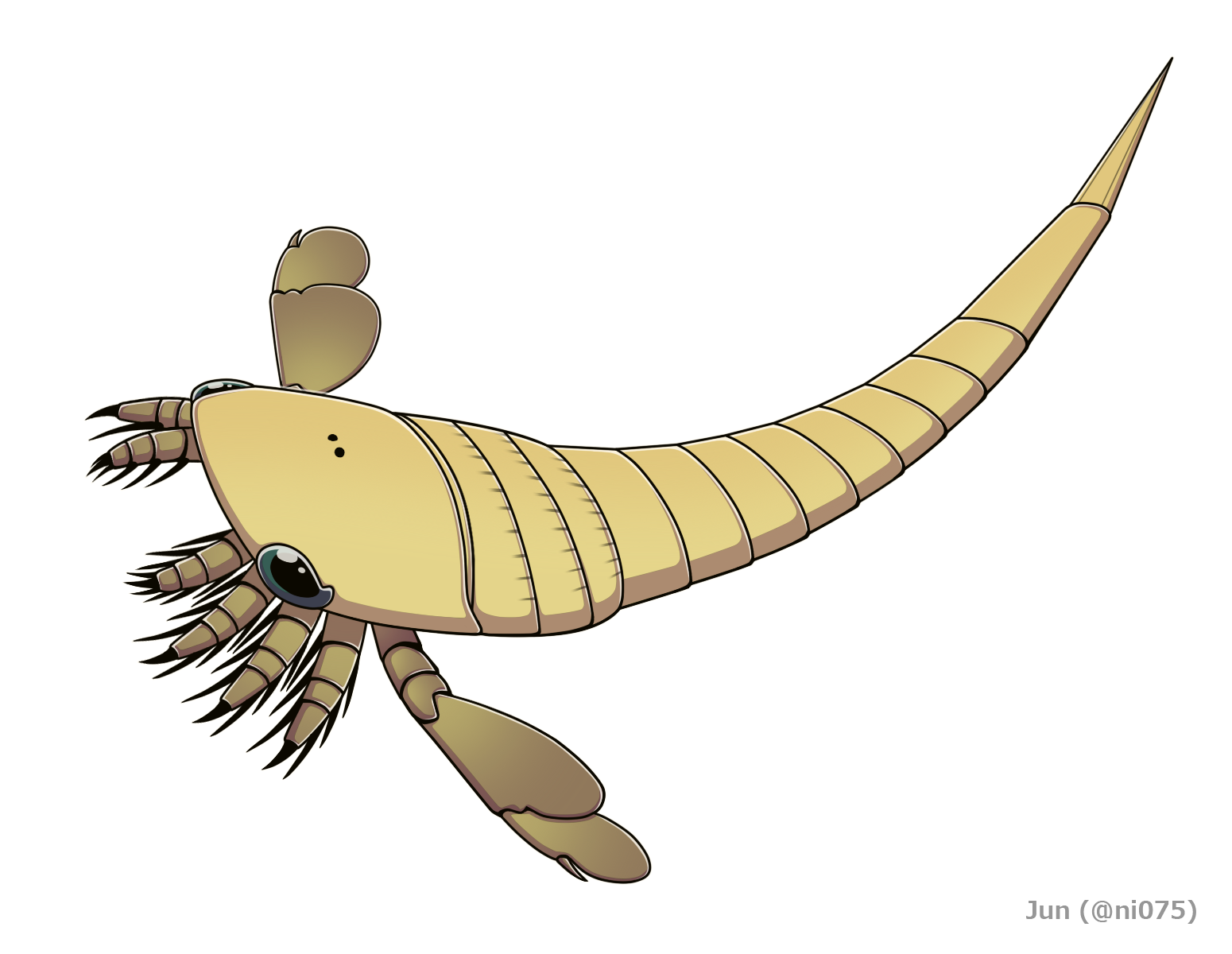
棘のある脚と遊泳脚をもつ Hoplitaspis hiawathai（ディプロアスピス科）

鋏角の痕跡は Hoplitaspis hiawathai によって知られるが、小さく、詳細な構造は不明で、節口類として一般的な3節の鋏型と推測される。直後5対の付属肢は脚で、基部（基節 coxa）は他の節口類と同様、鋸歯状の顎基（gnathobase）を有し、Hoplitaspis hiawathai の特徴によれば、先端の爪をも含めて最初の1対（触肢 pedipalp）は7節、残り4対は8節の肢節に分かれている。他の特徴は、少なくとも最終の1対は科によって明確に異なると考えられる。カスマタスピス科の場合は、カスマタスピス由来の最終の脚とされる単離した付属肢標本 USNM 125106 のみ知られ、基部はカブトガニ類の櫂状器に似た外肢/外葉らしき分岐が生えて、先端もカブトガニ類のように鋏型である。ディプロアスピス科の場合、知られるものでは最終の脚は一部のウミサソリ類に似た遊泳脚（swimming leg）に特化し、先端数節が幅広いパドル（paddle, swimming paddle）をなしている。前4対は知る限り歩脚型で、一部の種は先端数節の内側に棘が並んでいる。

### 後体
後体（opisthosoma, 腹部 abdomen ともいうが、胴部に相当）は13節の体節（第7-19体節）が含まれる合体節で、これは更に前4節を含む前腹部と、後9節を含む後腹部という2つの合体節に分化される（後述）。このような前腹部と後腹部の体節数は、鋏角類の中でも本群特有の最大の共有形質である。後体の付属肢に関する確実な化石証拠は、ディプロアスピス科のごく一部の種類のみによって知られ、少なくとも前腹部のみに生えている。
| 体節分類群         | 1      | 2                       | 3                      | 4    | 5    | 6    | 7    |
| ------------------ | ------ | ----------------------- | ---------------------- | ---- | ---- | ---- | ---- |
| カスマタスピス類 † | 下層板 | 蓋板（生殖口蓋）+生殖肢 | 蓋板                   | 蓋板 | ？   | ？   | ？   |
| ウミサソリ類 †     | 下層板 | 蓋板（生殖口蓋）+生殖肢 | 蓋板（生殖口蓋と融合） | 蓋板 | 蓋板 | 蓋板 | 蓋板 |
| カブトガニ類       | 唇様肢 | 蓋板（生殖口蓋）        | 蓋板                   | 蓋板 | 蓋板 | 蓋板 | 蓋板 |

#### 前腹部

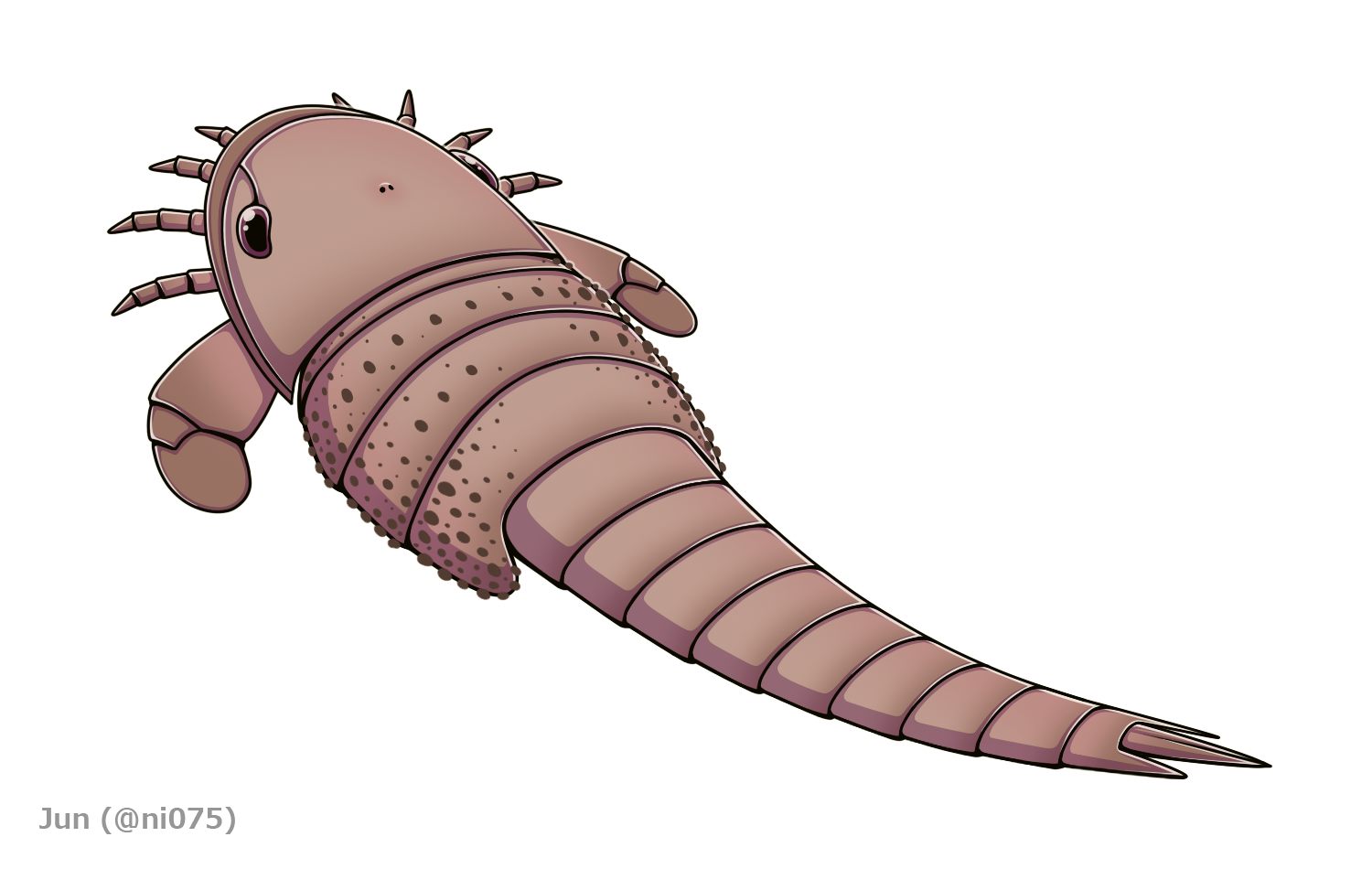
は完全な前腹部付属肢が知られる初のカスマタスピス類である

前腹部（preabdomen）は後体第1-4節（第7-10体節）を含む。その第1節（第7体節）の背板は著しく短縮した「microtergite」で、前半部は隣接した前体の背甲に覆われている。残り3節（第2-4節）は背板が発達で、「buckler」という箱型の部分を構成する。カスマタスピス科の場合、前腹部の体節は融合が進んでいるが、それでも各体節の境目は中央（軸部 axial region）で顕著に残される。
前腹部の腹面には一連の板状の付属肢がある。前腹部第1節の付属肢はウミサソリ類と同様、前体最終付属肢対の間に占め込み、左右融合した付属肢と思われる下層板（metastoma）という1枚の小さな構造体である。残り3節は蓋板（operculum）という3対の付属肢が配置され、そのうち最初の1対の間には1本の生殖肢（genital appendage）をもつ。一部の蓋板は他の節口類のように呼吸器の書鰓をもつと思われるが、それを明確に保存した化石標本は未だに知られていない（ディプロアスピスの1種 Diploaspis muelleri の化石でそれらしき不確かな痕跡のみ発見される）。
生殖肢と下層板をもつという性質はウミサソリに共通だが、ウミサソリの前2対の蓋板は前後融合するのに対して、本群の最初2対の蓋板は融合せず、前後独立したままである。
古くは前腹部腹面の大部分を覆いかぶさった1枚の広い外骨格が知られ、それが単一の大きな蓋板と考えられた。しかしこの解釈は後に前述の複数対の蓋板の発見によって否定され、その外骨格は腹板（sternum）と見直されるようになった。この腹板は普段では蓋板に覆われるが、化石化の過程で蓋板が解離することによって露出したとされる。

#### 後腹部
後腹部（postabdomen）は後体の後9節（後体第5-13節、第11-19体節）を含め、いずれも上下の背板と腹板が融合し、体環をなしていたと考えられる。末端は剣状もしくは平板状の尾節（telson）があり、多くの場合は短いが、Hoplitaspis とカスマタスピスは比較的に長い尾節をもつ。
後腹部に付属肢があることを示す直接的な証拠はないが、カンブリア紀の堆積累層で見つかった本群らしき生痕化石は、カブトガニ類に似た6対の蓋板らしき痕跡が残される。もしこの化石が本群由来で、蓋板6対の解釈も正確であれば、本群の少なくとも一部の種類は前腹部の3対だけでなく、後腹部の前3節も3対の蓋板をもつことになる。

## 発見地と生息時代

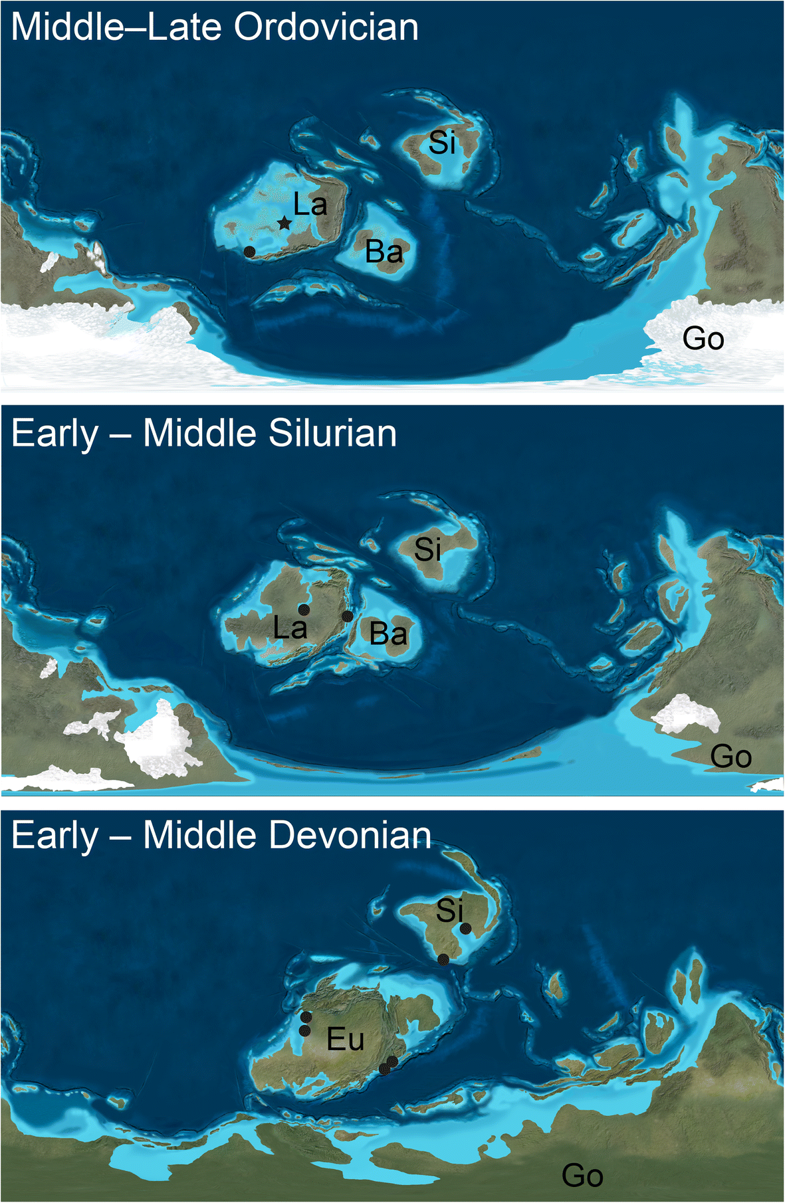
オルドビス紀（上）・シルル紀（中）・デボン紀（下）におけるカスマタスピス類の分布
Ba: バルティカ大陸
Eu: ユーラメリカ大陸
Go: ゴンドワナ大陸
La: ローレンシア大陸
Si: シベリア大陸

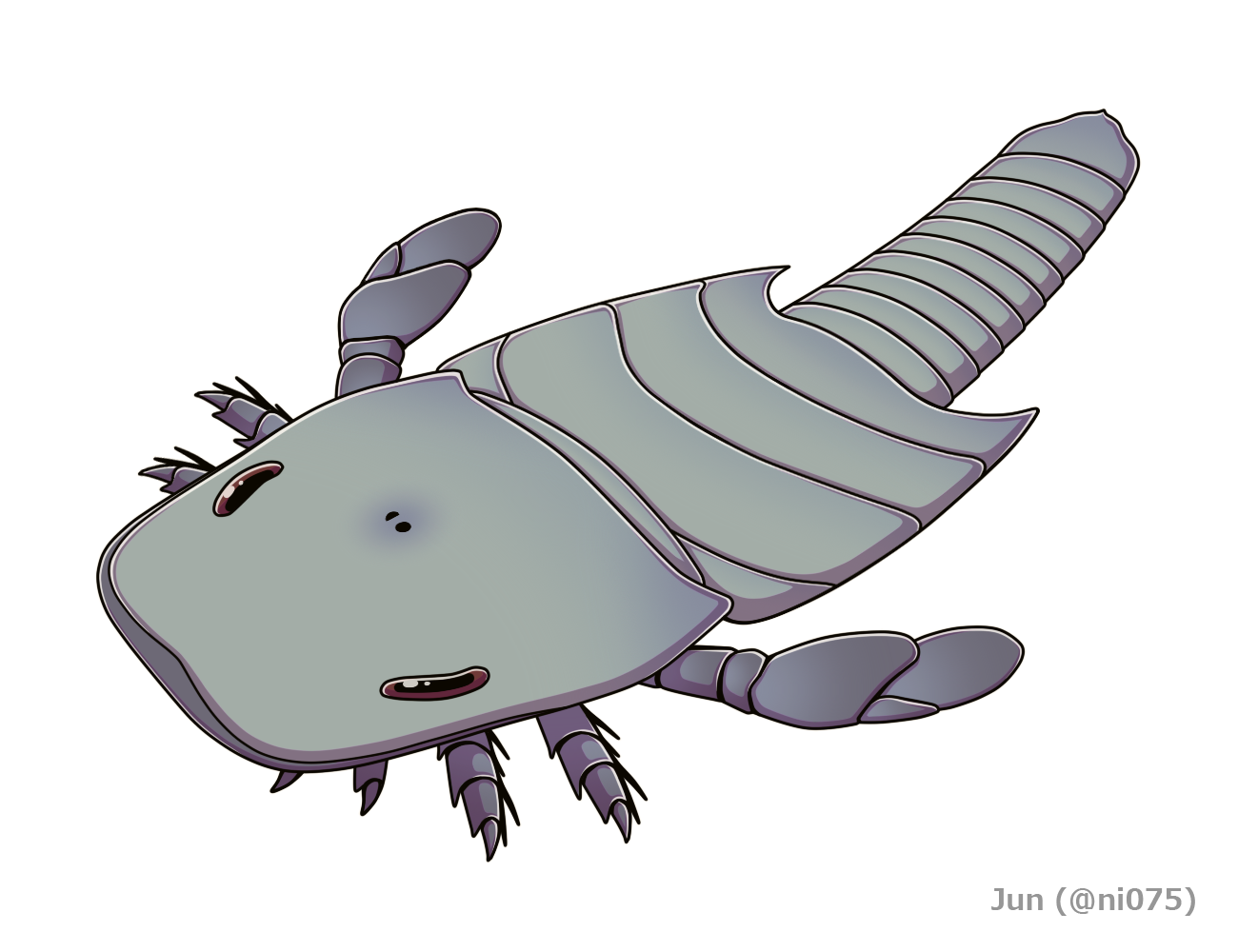
デボン紀に生息した他のディプロアスピスとは異なり、シルル紀の堆積累層で見つかった Diploaspis praecursor。

カスマタスピス類の化石標本は古生代の堆積累層のみから発見される。確実な記録に限れば、2019年現在はオルドビス紀で2種、シルル紀で3種、デボン紀で9種が知られている。不確実なものまで範囲を広げれば、更に早期のカンブリア紀の堆積累層で見つかり、カスマタスピスを思わせる本群らしき生痕化石が挙げられる。ディプロアスピスは、2つ以上の紀（シルル紀とデボン紀）にかけて発見される、既に知られたうちでは唯一の属である。
？カンブリア紀（約5億4,200万 - 4億8,830万年前）
- Riley Formation（ガズハンジアン期 - ジャンシャニアン期、アメリカ、テキサス州） - Minterichnus shieldi 生痕化石[1] （コノハエビ類の甲殻類であるという指摘あり[18]）
- Kimiltei（ジャンシャニアン期、ロシア、イルクーツク州）- 未定種[19][20]（コノハエビ類の甲殻類であるという指摘あり[18]）

オルドビス紀（約4億8,830万 - 4億4,370万年前）
- アメリカ、テネシー州（ローレンシア大陸）- ネジムシ Chasmataspis laurencii[1]
- アメリカ、ミシガン州（ローレンシア大陸）- Hoplitaspis hiawathai[6]

シルル紀（約4億4,370万 - 4億1,600万年前）
- スコットランド、レスマハゴウ（ローレンシア大陸）- Loganamaraspis dunlopi[10]
- アメリカ、ニューヨーク州（ローレンシア大陸）- Diploaspis praecursor[15]
- ノルウェー、リンゲリケ市 - Kiaeria limuloides[7]

デボン紀（約4億1,600万 - 3億5,920万年前）
- スコットランド、Achanarras（ユーラメリカ大陸）- Achanarraspis reedi[9]
- スコットランド、アーブロース（ユーラメリカ大陸）- Forfarella mitchelli[8]
- ドイツ、Alken an der Mosel（ユーラメリカ大陸）- Diploaspis casteri
- ドイツ、Hombach（ユーラメリカ大陸）- Diploaspis muelleri[17]
- シベリア（シベリア大陸）- Dvulikiaspis menneri[4]、Heteroaspis stoermeri[21]、Nahlyostaspis bergstroemi[4]、Skrytyaspis andersoni[4]
- ロシア、十月革命島（シベリア大陸）- Octoberaspis ushakovi[16]

## 生態
カスマタスピス類は水生の捕食者であったと考えられる。遊泳脚をもつ種類はそれを用いて遊泳できたとされるが、捕食行動や捕食者の回避に関与していたかどうかは不明である。少ないとも Hoplitaspis hiawathai は、多くの棘が生えた脚と背甲両前端の大きな側眼から、優れた視野に頼って餌を探す捕食者であったと推測される。また、一部の種はラグーンのような浅い水域に生息したと考えられる。
古典的な文献記載では、本群は陸に進出できたという説もあったが、これは鰓を守る一枚の大きな蓋板をもつという解釈を踏まえた仮説である。21世紀以降、このような蓋板の存在が否定される（前述参照）に連れて、陸上進出説を支持する証拠はなくなっている。

## 分類
カスマタスピス類は明らかに節口類（Merostomata, クモガタ類以外の真鋏角類）の鋏角類であるが、他の節口類、いわゆるカブトガニ類やウミサソリ類との類縁関係が議論の的となり、その単系統性が疑問視されることすらあった。古典的にはカブトガニ類の一群とされてきたが、Anderson & Selden 1997 以降ではカブトガニ類から除外され、一般に独自の分類群（目）として認められるようになった。これは後体の特徴的な合体節分化、すなわち4節の前腹部と9節の後腹部という、カスマタスピス類の単系統性を支持する最大の根拠に基づいた再分類である。
21世紀以降のカスマタスピス類の系統位置は、カブトガニ類に近縁（姉妹群もしくは内包される）・ウミサソリ類に至る側系統群・ウミサソリ類の姉妹群・ウミサソリ類に含まれる・カブトガニ類とウミサソリ類に対して多系統群・ウミサソリ類やクモガタ類と単系統群（Dekatriata）になるなど、文献記載や系統解析によって様々な解釈を与えられる。
カスマタスピス類をカブトガニ類とウミサソリ類に対して多系統群とする説は、カスマタスピス類の2つの科（カスマタスピス科とディプロアスピス科）におけるそれぞれカブトガニ類らしき形質、ウミサソリ類らしき形質に基づいた。カスマタスピス科の両後端に尖る蹄鉄型の背甲・融合した前腹部・鋏型の先端をもつ脚はカブトガニ類を彷彿とさせ、ディプロアスピス科の最終の脚が遊泳脚に特化した所はウミサソリ亜目のウミサソリ類に共通している。しかし、カブトガニ類とウミサソリ類にはいずれも該当する特徴をもたない種類が存在し（例えば基盤的なカブトガニ類は分節した後体と鋏型でない脚をもち、アシナガウミサソリ亜目のウミサソリの最終の脚は歩脚型である）、前述の共通点は直接的な系統関係を反映しない可能性が示唆される。加えて、ディプロアスピス科とウミサソリ亜目の遊泳脚は一見似たものの、肢節の構成は根本的に異なるとされ、4節の前腹部と9節の後腹部も本群の単系統性を示唆する共有派生形質として有力視されている。ほとんどの系統解析も、カスマタスピス類のこのような多系統性を支持しなかった。

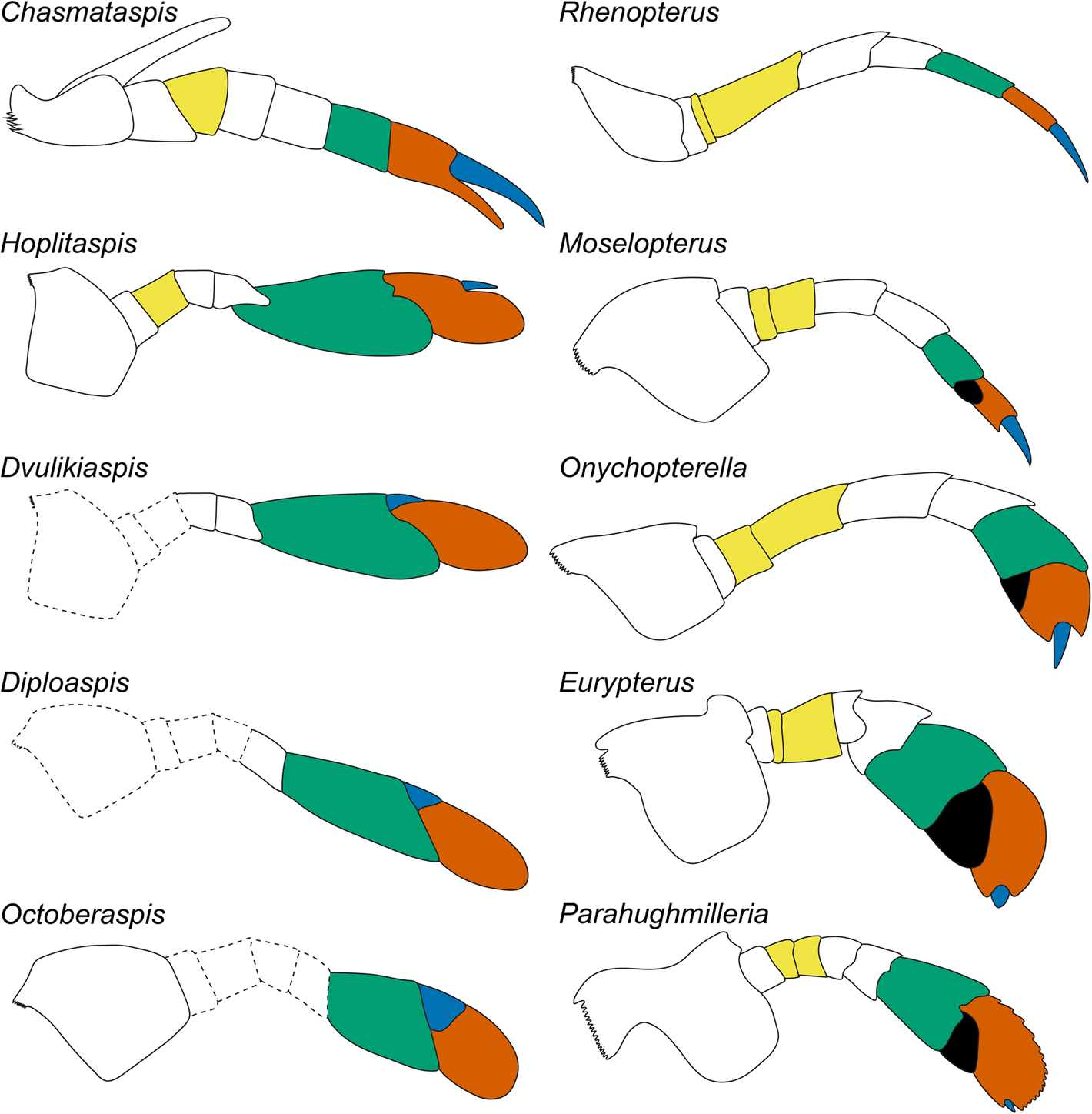
カスマタスピス類（左）とウミサソリ類（右）の最終の脚の比較図、両者の肢節数や遊泳脚のパドル部分の相違点が示される。カスマタスピス類のは8節で、パドルの間にある構造体は外側にあって最終肢節由来とされるのに対して、ウミサソリのは9節で、パドルの間にある構造体は内側にあって最終肢節とは別物であり、実際の最終肢節はパドル先端の小さな爪である。

2010年代以降の系統解析では、カスマタスピス類の単系統性は広く認められ、Dekatriata 説（カスマタスピス類+ウミサソリ類+クモガタ類）も主流となっている。Dekatriata 類の中でカスマタスピス類とウミサソリ類は下層板と生殖肢を共有しているが、ウミサソリ類とクモガタ類は精包の受け渡しに適した生殖器を共有している。多くの系統解析では後者をウミサソリ類とクモガタ類（Sclerophorata をなす）の共有派生形質とし、カスマタスピス類をウミサソリ類とクモガタ類より基盤的な Dekatriata 類と見なしている。Dekatriata 説を否定し、節口類（カブトガニ類+カスマタスピス類+ウミサソリ類）の単系統性を支持する解析結果もわずかにあるが、この場合、カスマタスピス類はウミサソリ類とカブトガニ類のいずれかに近縁とされる。

### 下位分類

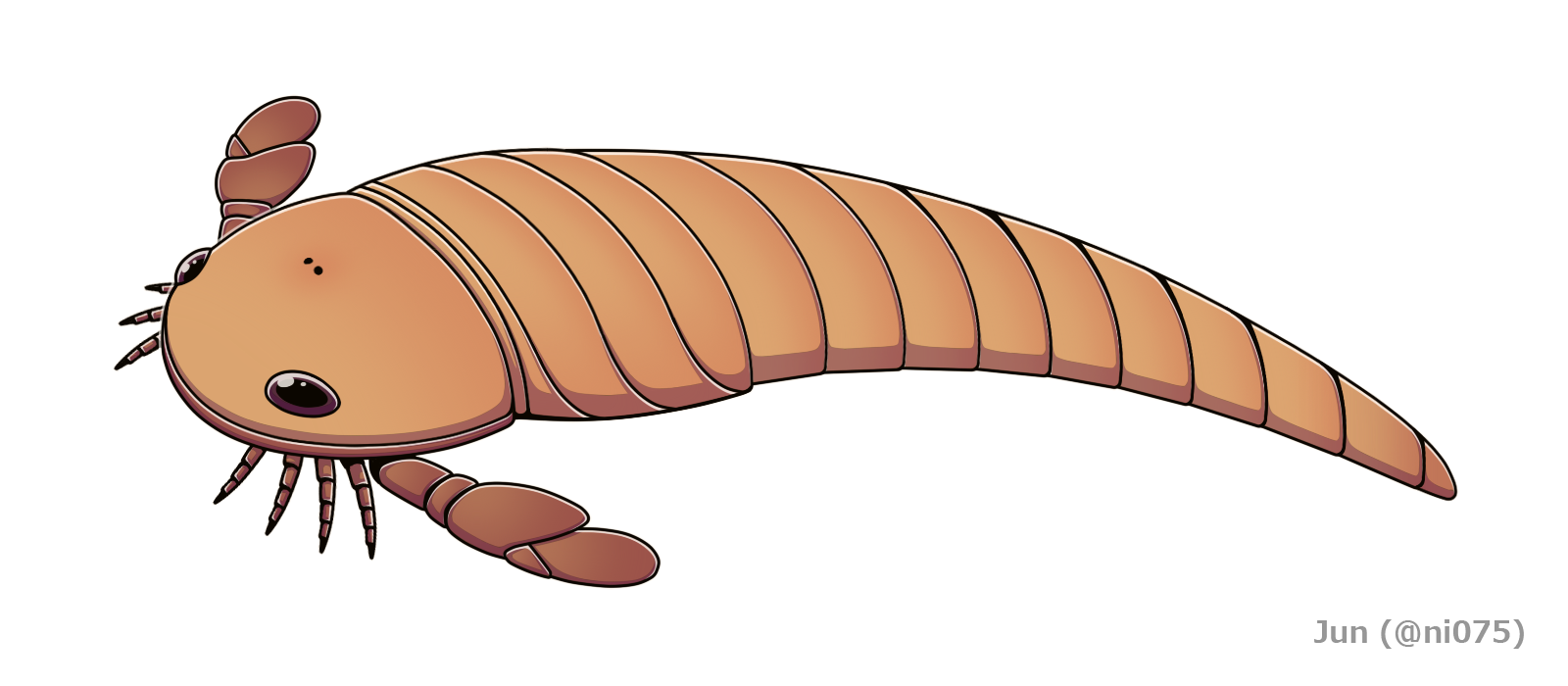
の復元図。本種はかつてはウミサソリ類と思われていた。

カスマタスピス類（カスマタスピス目 Chasmataspidida）は大きくカスマタスピス科（Chasmataspididae）とディプロアスピス科（Diploaspididae） という2つの科に分かれている。前者は少なくともカスマタスピスの1種ネジムシ Chasmataspis laurencii のみによって知られ、後者は多様で十数種が知られている。かつてはウミサソリ類やカブトガニ類と思われ、再検証で本群だと判明した種類もいくつかある。
- カスマタスピス目 Chasmataspidida - 13節の後体は前4節を含んだ前腹部と後9節を含んだ後腹部に分化[12]。前腹部第1節は退化的な背板（microtergite）をもつ。前腹部第2-4節は箱型のbucklerをなす[14]。
  - （属）Kiaeria（科未定、カスマタスピス科に含める可能性がある[7]。）
    - （種）Kiaeria limuloides（シルル紀）[7]

  - カスマタスピス科 Chasmataspididae - 背甲両後側は棘状（頬棘をもつ）。前腹部の体節は全て融合[1]。
    - カスマタスピス[3]（ネジムシ[11]）属 Chasmataspis
      - ネジムシ Chasmataspis laurencii （オルドビス紀）[1]

  - ディプロスアスピス科 Diploaspididae - 前腹部第2-4節の各体節の境目は曲線（両端が後方に湾曲）[4]。多くの種の最終の脚は遊泳脚に特化[12]。
    - （属）Achanarraspis
      - Achanarraspis reedi（デボン紀）[9]

    - ディプロアスピス[3]属 Diploaspis
      - Diploaspis casteri（デボン紀）[32]
      - Diploaspis muelleri（デボン紀）[17]
      - Diploaspis praecursor（シルル紀）[15]

    - （属）Dvulikiaspis
      - Dvulikiaspis menneri（デボン紀）[4]

    - （属）Forfarella
      - Forfarella mitchelli（デボン紀）[8]

    - （属）Heteroaspis
      - Heteroaspis stoermeri（デボン紀）[21]

    - （属）Hoplitaspis
      - Hoplitaspis hiawathai（オルドビス紀）[6]

    - （属）Loganamaraspis
      - Loganamaraspis dunlopi（シルル紀）[10]

    - （属）Nahlyostaspis
      - Nahlyostaspis bergstroemi（デボン紀）[4]

    - （属）Octoberaspis
      - Octoberaspis ushakovi（デボン紀）[16]

    - （属）Skrytyaspis
      - Skrytyaspis andersoni（デボン紀）[4]

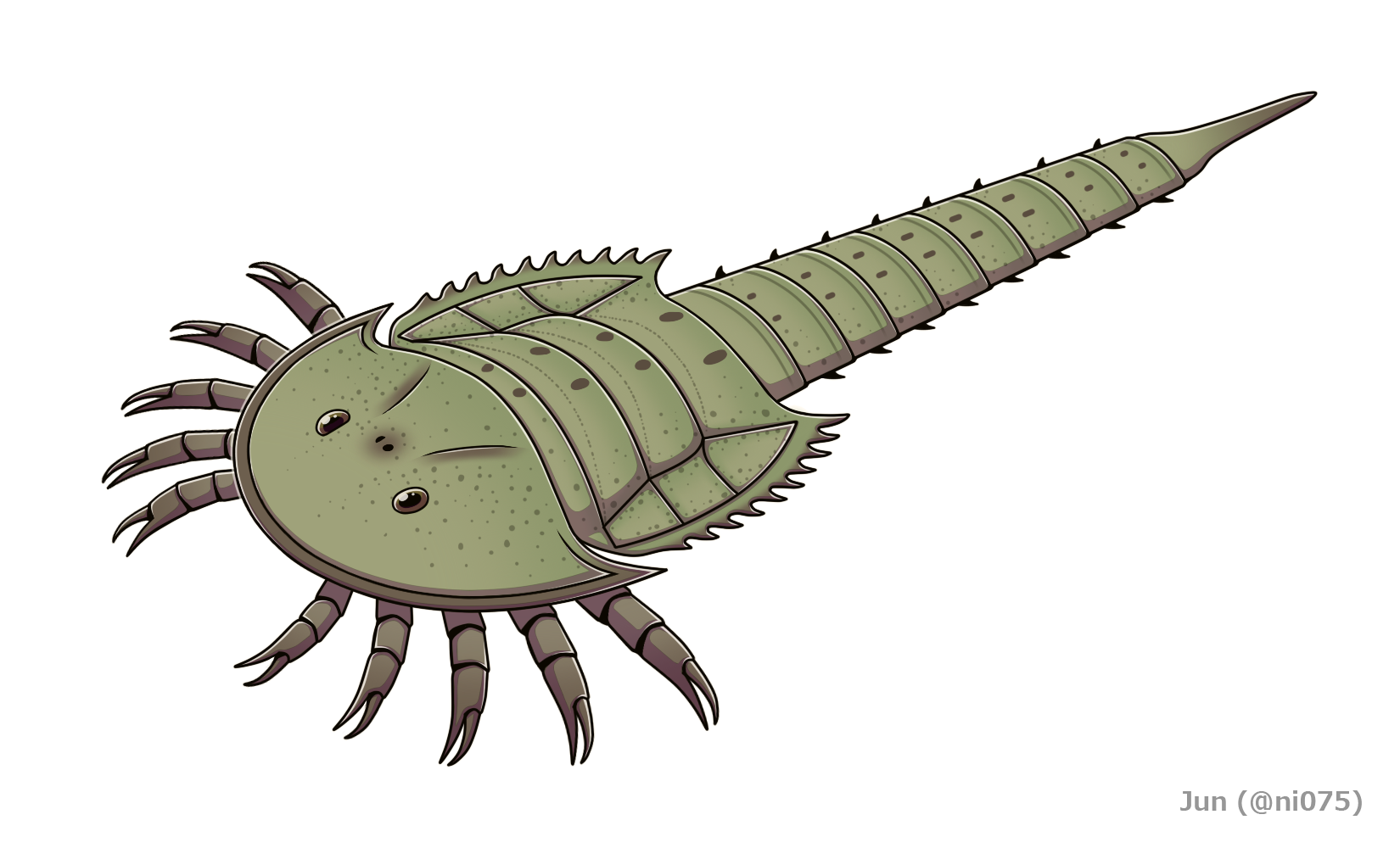
ネジムシ Chasmataspis laurencii
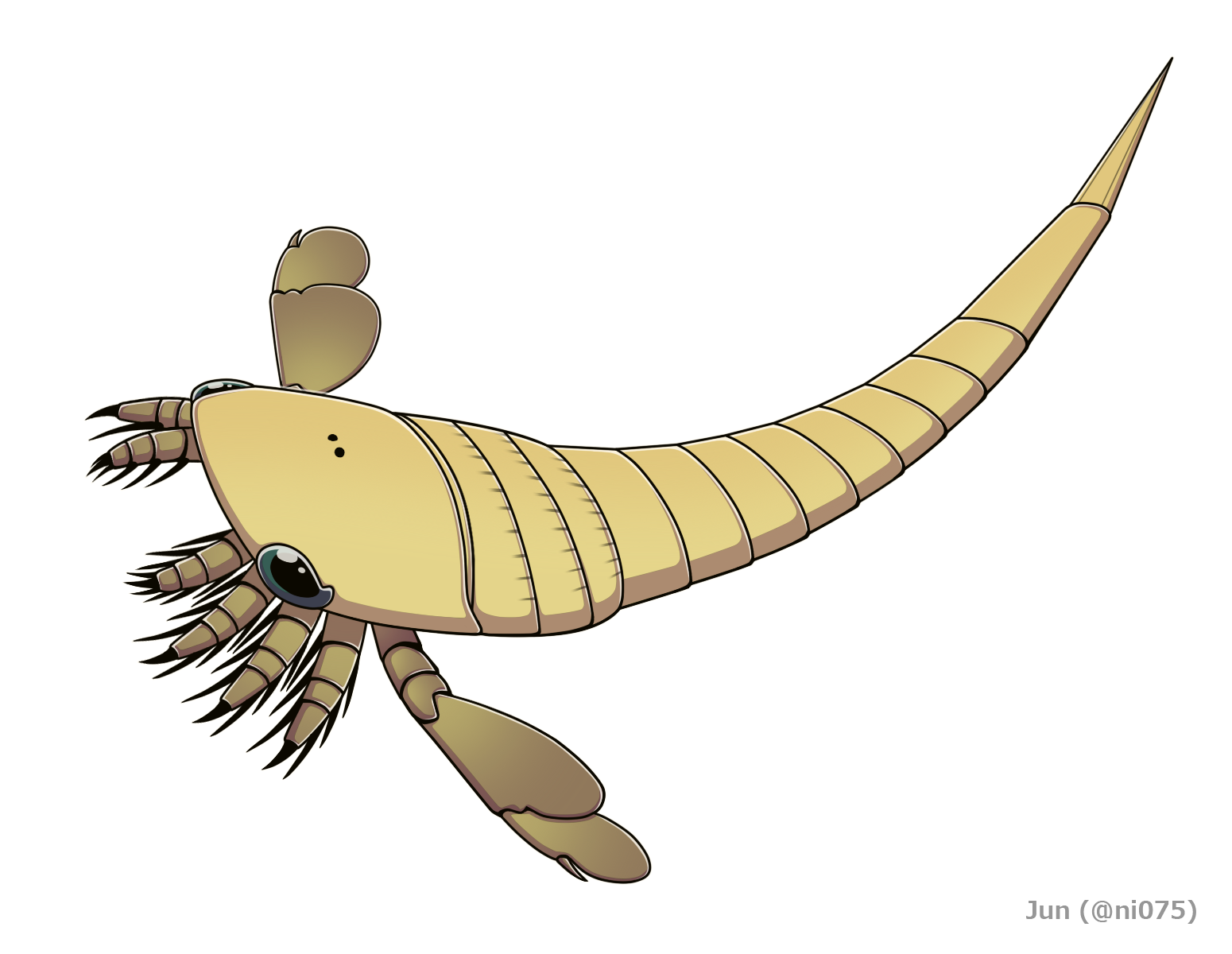
Hoplitaspis hiawathai
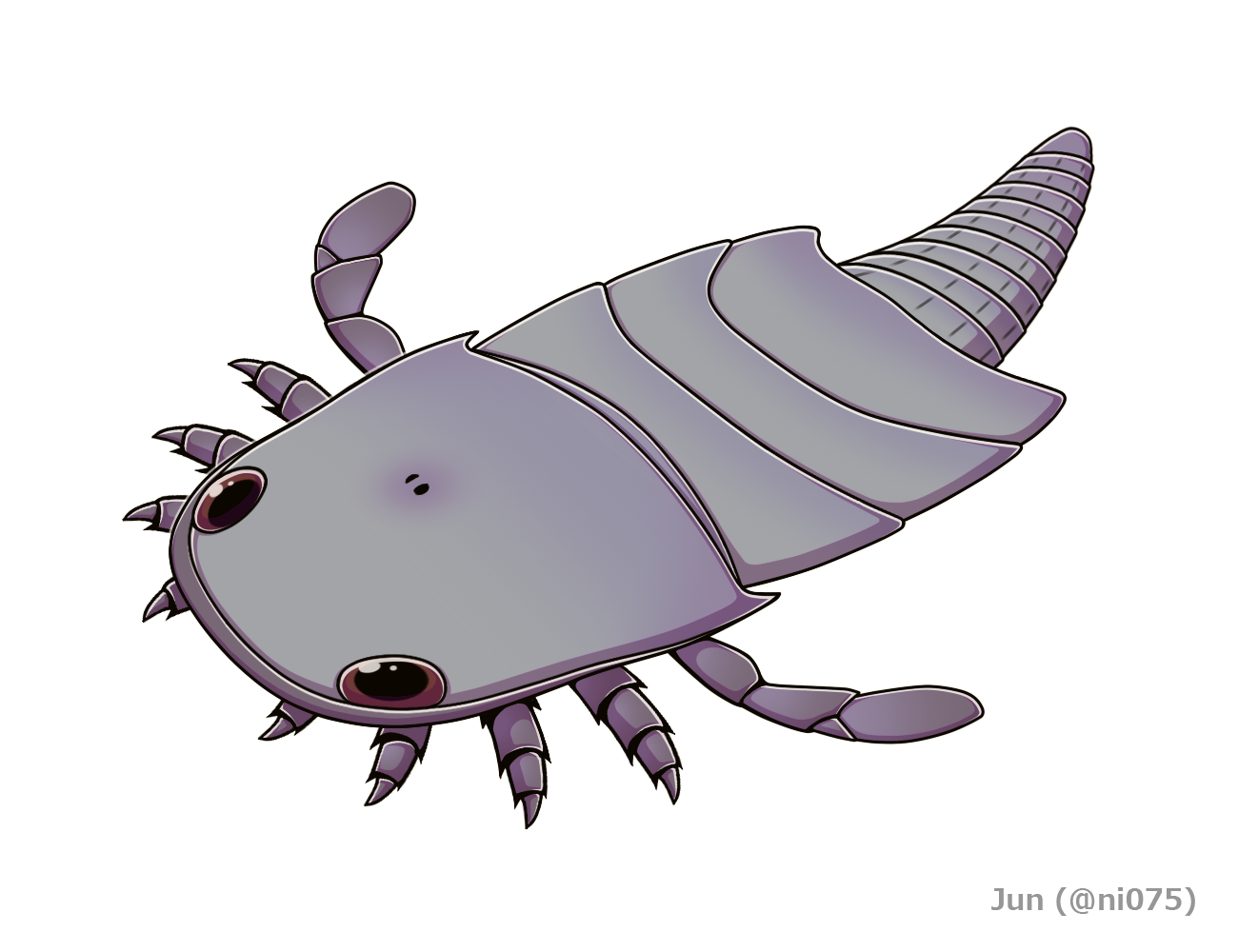
Diploaspis casteri
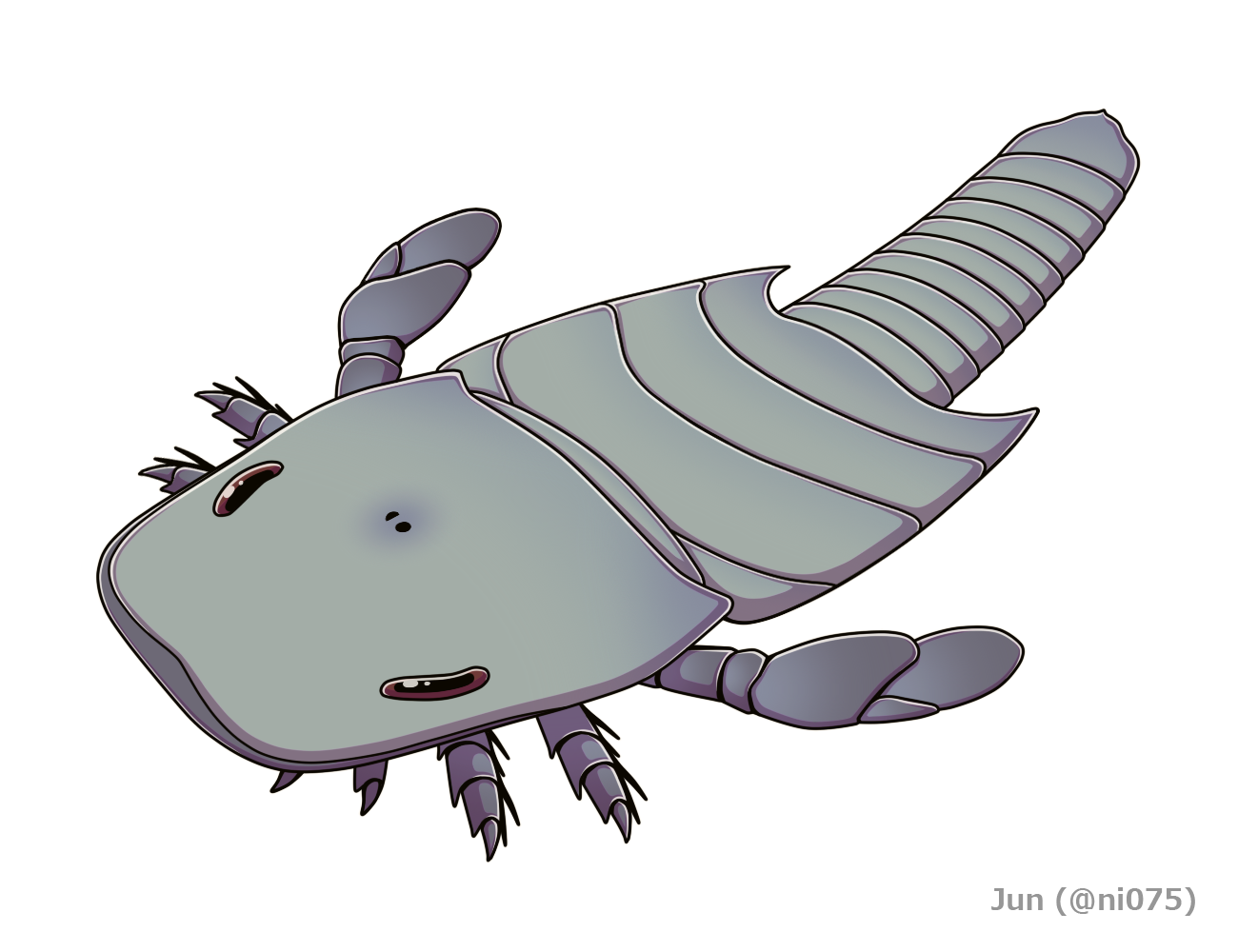
Diploaspis praecursor
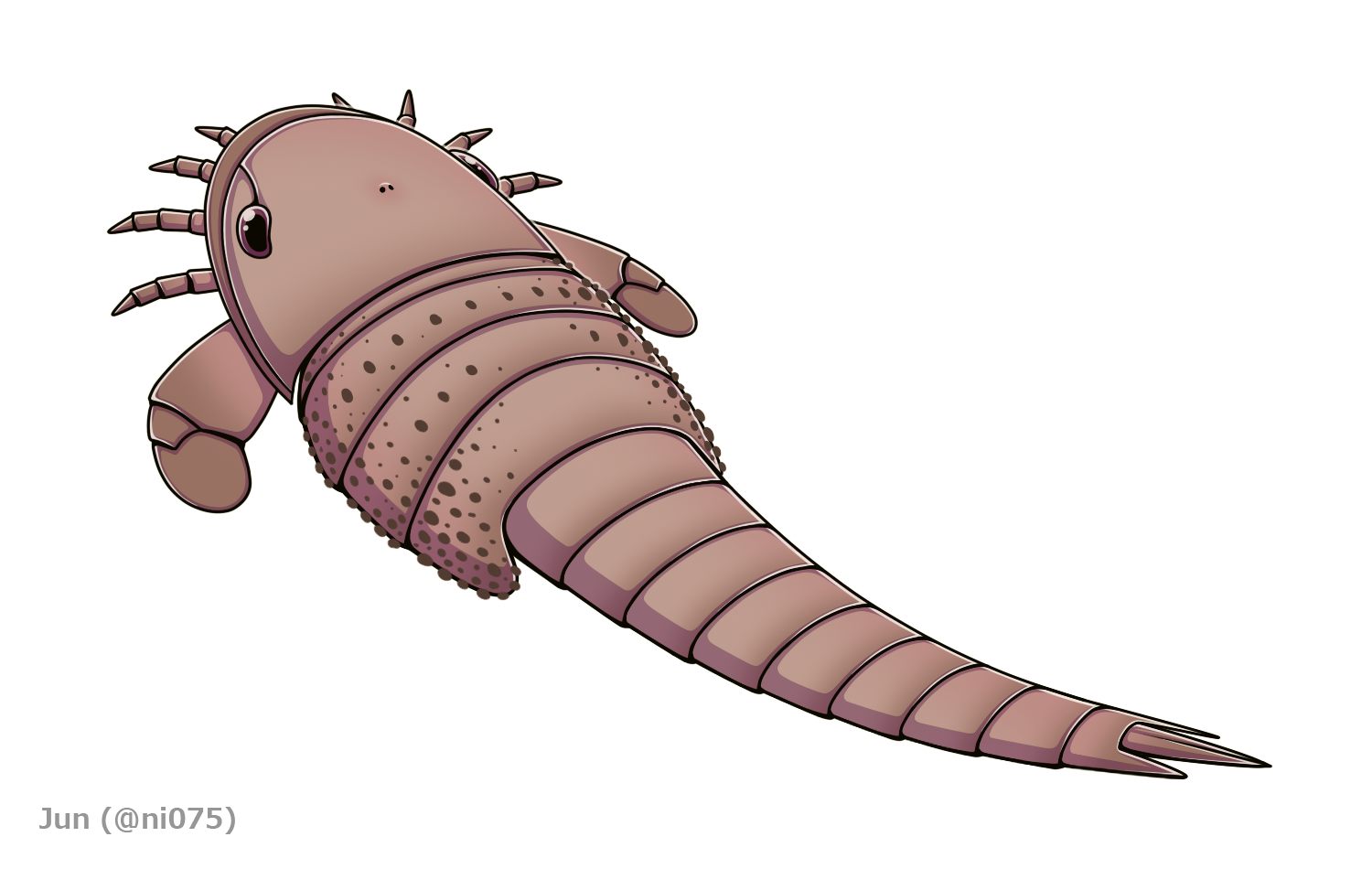
Octoberaspis ushakovi
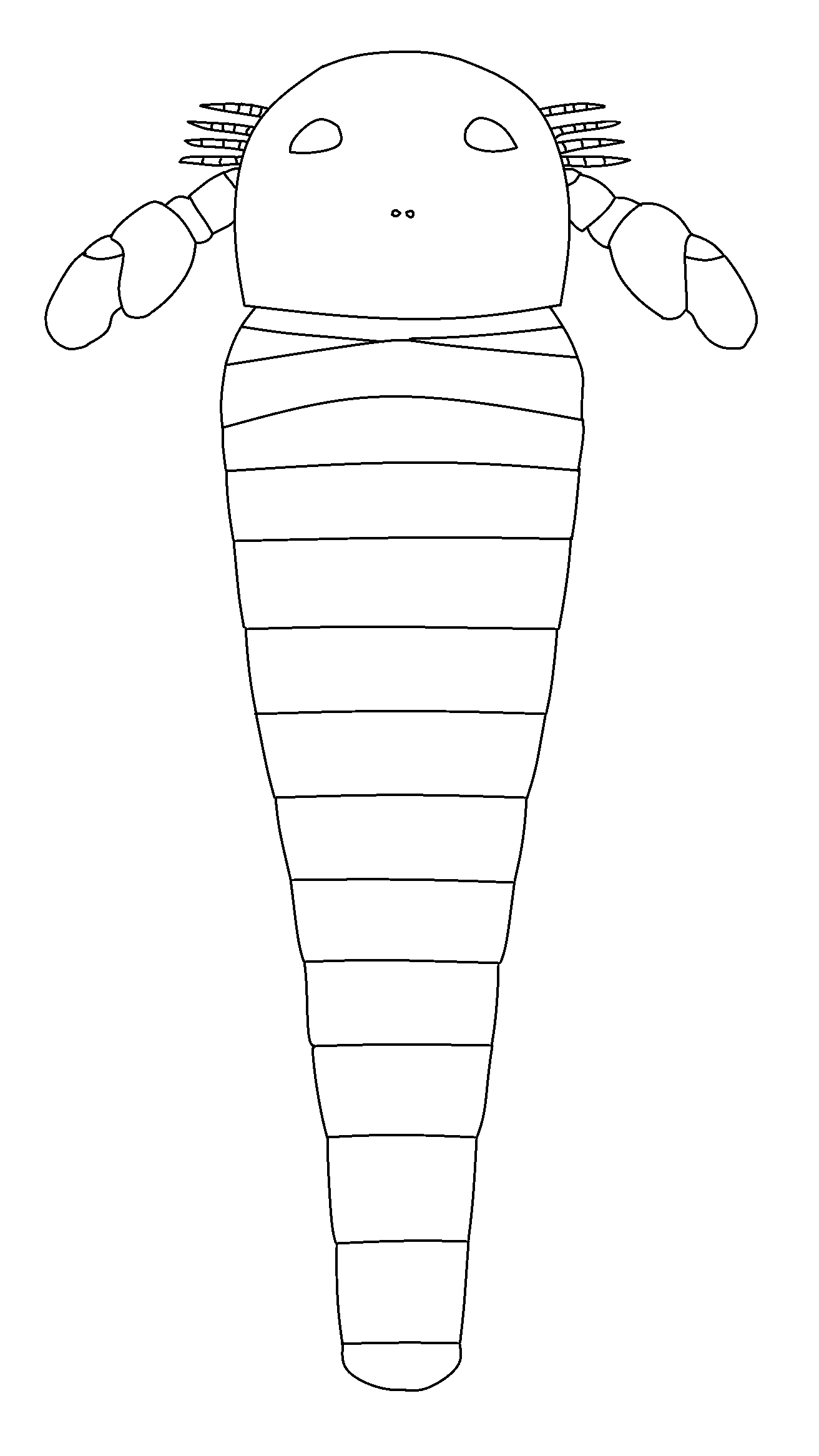
Dvulikiaspis menneri
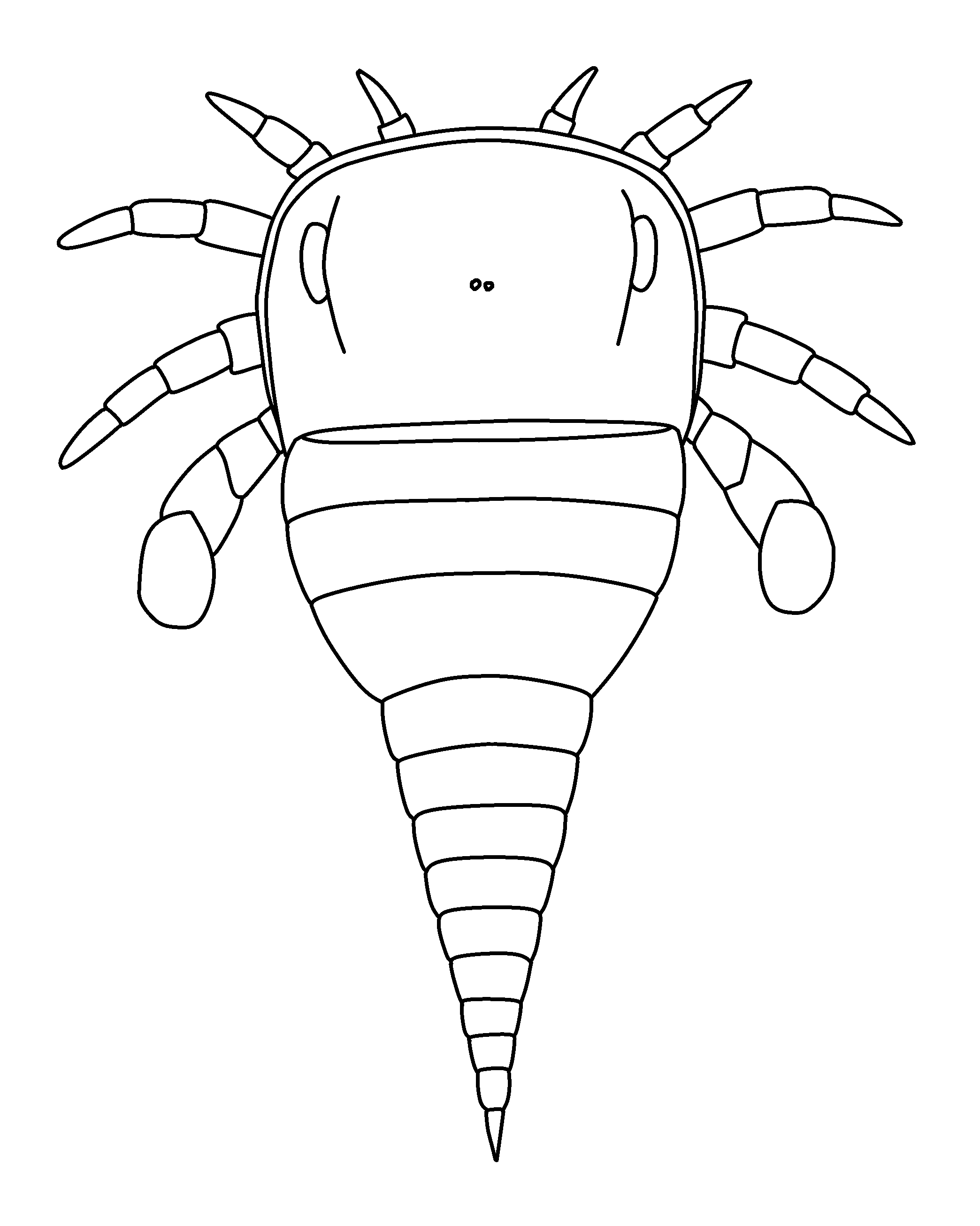
Forfarella mitchelli